# Каунасская резня
 Каунасская резня — крупнейшее массовое убийство литовских евреев, совершённое 29 октября 1941 года в девятом форте Каунасской крепости, одно из событий Холокоста в Литве.
По приказу штандартенфюрера СС Карла Егера и роттенфюрера СС Гельмута Раука зондеркоманда под руководством Иоахима Хамана и 8—10 человек из айнзатцкоманды 3 убили за один день в девятом форте в Каунасе 9200 евреев.

## Ход событий
Из-за быстрого продвижения немецких войск и советских заградотрядов на «старой границе», которые не пропускали беженцев дальше на восток, многие каунасские евреи, пытавшиеся уйти от нацистов, не смогли этого сделать были вынуждены вернуться в Каунас. Каунас был оккупирован уже 24 июня, а вся Литва — 30 июня 1941 года. После ряда расправ с еврейским населением 10 июля был издан приказ коменданта Бобялиса и бургомистра Пальчяускаса о создании гетто. К 1 августа в гетто переселилось 90 % евреев города. 15 августа территория гетто стала «закрытой», евреям запретили выходить в город.
Акции по уничтожению узников гетто начались 18 августа и продолжались систематически до октября. 4 октября 1941 года нацисты ликвидировали так называемое «маленькое гетто» Каунаса.
За несколько дней до новой акции Гельмут Раука из каунасского гестапо потребовал от юденрата чтобы все жители гетто выстроились в 6 часов утра 28 октября на площади Демократов. Узники были построены в 10 колонн: в первой семьи членов юденрата, во второй — семьи полицейских гетто, в третьей — членов администрации гетто и далее все остальные. Среди выстроившихся узников Раука провёл отбор начиная с третьей колонны: часть пропускали беспрепятственно, часть собирали отдельно для будущего расстрела. Это были преимущественно пожилые, больные и дети.
На следующий день, 29 октября, всех этих людей вывезли в IX форт, где заранее было вырыто несколько траншей длиной 200 м и шириной 3 метра. Жертв заставляли раздеться, подводили к траншеям группами по 100—150 человек и расстреливали. Акция закончилась вечером того же дня.
Было убито 2007 мужчин-евреев, 2920 женщин и 4273 ребёнка, всего 9200 еврейских мужчин, женщин и детей, что составило около трети населения гетто. В живых остался один мальчик Юдель Бейлис, которому удалось незаметно вылезти из траншеи и спастись. После акции в гетто осталось 17 тысяч евреев.